# Marianne Adam
Marianne Adam (Luckenwalde, 19 september 1951) is een atleet uit Oost-Duitsland.
Op de Olympische Zomerspelen van 1972 nam Adam deel aan het onderdeel kogelstoten, en werd daar vijfde. Vier jaar later op de Olympische Zomerspelen van Montreal in 1976 werd ze vierde.
- World Athletics: 14343392